# Margaretha Kirch
Margaretha Kirch (1703-1744) fue una astrónoma alemana.
Fue la hija de los astrónomos Gottfried Kirch y Maria Margarethe Kirch. Ella y su hermana Christine Kirch fueron educadas en astronomía desde los 10 años y trabajaron como ayudantes de su hermano.